# Amata polyzonata
Amata polyzonata är en fjärilsart som beskrevs av George Francis Hampson 1895. Amata polyzonata ingår i släktet Amata och familjen björnspinnare. Inga underarter finns listade i Catalogue of Life.